# Adrian Thon Gundersrud
Adrian Thon Gundersrud (geboren am 29. April 2002) ist ein norwegischer Skispringer.

## Werdegang
Sein internationales Debüt gab Gundersrud am 13. Dezember 2019 in Notodden, wo er im FIS-Cup seine ersten Punkte holen konnte. Noch in derselben Saison, im März 2020, debütierte er auch in Continental-Cup, wo es ihm erneut gelang, ein paar Punkte zu erzielen. Im Teamwettbewerb gewann Gundersrud die norwegischen Meisterschaften im Skispringen 2020.
Es folgten Teilnahmen an den Juniorenweltmeisterschaften 2021 in Lahti, die er im Einzel auf dem 32. und im Team auf dem vierten Platz abschloss, und den Juniorenweltmeisterschaften 2022 in Zakopane, bei denen er im Einzel Zwölfter und im Team Zweiter wurde.
In der Saison 2022/23 startete Gundersrud bei FIS- und Continental-Cups in Norwegen, außergewöhnliche Erfolge blieben, trotz einiger Punkte in beiden Wettkampfserien, jedoch aus.
Beim Skisprung-Grand-Prix 2023 in Râșnov schaffte er es in einem Wettkampf in den zweiten Durchgang und holte mit einem 17. Platz seine ersten und im Jahr 2023 einzigen Punkte im Grand-Prix.